# Atletismo nos Jogos Pan-Americanos de 1991 - 100 m masculino
As provas dos 100 m masculino nos Jogos Pan-Americanos de 1991 foram realizadas em 4 e 5 de agosto em Havana, Cuba.

## Medalhistas
| Ouro                       | Prata                          | Bronze                           |
| Robson da Silva BRA Brasil | Andre Cason USA Estados Unidos | Jeff Williams USA Estados Unidos |

## Resultados

### Eliminatórias
Vento: Eliminatória 3: -1.2 m/s
| Posição | Eliminatória | Nome             | Nacionalidade      | Tempo | Notas |
| ------- | ------------ | ---------------- | ------------------ | ----- | ----- |
| 1       | 3            | Joel Isasi       | CUB Cuba           | 10.25 | Q     |
| ?       | ?            | Michael Green    | JAM Jamaica        | 10.37 | Q     |
| 1       | 2            | Andre Cason      | USA Estados Unidos | 10.43 | Q     |
| ?       | ?            | Donovan Bailey   | CAN Canadá         | 10.44 | Q     |
| 1       | 1            | Robson da Silva  | BRA Brasil         | 10.45 | Q     |
| ?       | ?            | John Mair        | JAM Jamaica        | 10.50 | Q     |
| ?       | ?            | Jeff Williams    | USA Estados Unidos | 10.51 | Q     |
| 2       | 2            | Arnaldo da Silva | BRA Brasil         | 10.58 | Q     |

### Final
Vento: -1.1 m/s
| Posição           | Nome             | Nacionalidade      | Tempo | Notas |
| ----------------- | ---------------- | ------------------ | ----- | ----- |
| Medalha de ouro   | Robson da Silva  | BRA Brasil         | 10.32 |       |
| Medalha de prata  | Andre Cason      | USA Estados Unidos | 10.35 |       |
| Medalha de bronze | Jeff Williams    | USA Estados Unidos | 10.48 |       |
| 4                 | Joel Isasi       | CUB Cuba           | 10.51 |       |
| 5                 | John Mair        | JAM Jamaica        | 10.55 |       |
| 6                 | Michael Green    | JAM Jamaica        | 10.69 |       |
| 7                 | Arnaldo da Silva | BRA Brasil         | 10.70 |       |
| 8                 | Donovan Bailey   | CAN Canadá         | 10.76 |       |